# Karma.Bloody.Karma
Albums de Cattle Decapitation
Humanure
(2004) The Harvest Floor
(2009)
Karma.Bloody.Karma est le quatrième album studio du groupe de deathgrind américain Cattle Decapitation sorti le 10 juillet 2006 en Europe,.
C'est le dernier des deux albums du groupe avec le batteur Michael Laughlin,.

## Liste des titres
| No  | Titre                               | Durée |
| --- | ----------------------------------- | ----- |
| 1.  | Intro                               | 0:19  |
| 2.  | Unintelligent Design                | 3:37  |
| 3.  | Success Is... (Hanging by the Neck) | 3:34  |
| 4.  | One Thousand Times Decapitation     | 1:03  |
| 5.  | The Carcass Derrick                 | 3:44  |
| 6.  | Total Gore?                         | 3:11  |
| 7.  | Bereavement                         | 1:44  |
| 8.  | Suspended in Coprolite              | 4:20  |
| 9.  | Alone at the Landfill               | 7:37  |
| 10. | Karma.Bloody.Karma                  | 3:05  |
| 11. | The New Dawn                        | 5:12  |
| 12. | Of Human Pride & Flatulence         | 3:14  |

| 13. | Worlds Full of Idiots | 2:22 |

## Composition du groupe
- Travis Ryan - Chant, composition, conception et EBow.
- Josh Elmore - Guitare, chœurs et EBow.
- Troy Oftedal - Basse, chœurs et piano.
- Michael Laughlin - Batterie[4],[11],[12].

## Musiciens additionnels
- Joey Karam - Chant sur Total Gore? et clavier sur Total Gore? et Of Human Pride & Flatulence.
- Billy Anderson - Chœurs  sur Alone at the Landfill.
- John Wiese - Instrument de musique électronique[4].

## Membres additionnels
- Billy Anderson - Producteur, ingénieur du son et mixage audio.
- Alan Douches - Mastering.
- Wes Benscoter - Artwork.
- Brian Ames - Mise en page.
- Alex Solca - Photos[11].